# Рудник (Рациборський повіт)
Рудник (пол. Rudnik, нім. Rudnik in Oberschlesien) — село в Польщі, у гміні Рудник Рациборського повіту Сілезького воєводства.
Населення — 944 особи (2011).
У 1975-1998 роках село належало до Катовицького воєводства.

## Демографія
Демографічна структура станом на 31 березня 2011 року:
|          | Загалом | Допрацездатний вік | Працездатний вік | Постпрацездатний вік |
| -------- | ------- | ------------------ | ---------------- | -------------------- |
| Чоловіки | 440     | 75                 | 309              | 56                   |
| Жінки    | 504     | 91                 | 291              | 122                  |
| Разом    | 944     | 166                | 600              | 178                  |